# Taking Woodstock
Taking Woodstock là một bộ phim năm 2009 do Lý An đạo diễn nói về lễ hội Woodstock năm 1969. Kịch bản do James Schamus viết dựa trên cuốn tự truyện Taking Woodstock: A True Story of a Riot, a Concert, and a Life của Elliot Tiber và Tom Monte. Bộ phim dự kiến được công chiếu vào ngày 14 tháng 8 năm 2009. Bộ phim sẽ ra mắt ở Liên hoan phim Cannes 2009.